# 艾达尔农村居民点
艾达尔农村居民点（俄语：Айдарское сельское поселение）是俄罗斯联邦别尔哥罗德州罗韦尼基区所属的一个农村居民点。其下辖有8个居民点，行政中心为艾达尔。据2016年统计，该农村居民点的人口为1699人。